# Texola (Oklahoma)
Texola is een plaats (town) in de Amerikaanse staat Oklahoma, en valt bestuurlijk gezien onder Beckham County.

## Demografie
Bij de volkstelling in 2000 werd het aantal inwoners vastgesteld op 47.
In 2006 is het aantal inwoners door het United States Census Bureau geschat op 49, een stijging van 2 (4,3%).

## Geografie
Volgens het United States Census Bureau beslaat de plaats een oppervlakte van
1,6 km², geheel bestaande uit land. Texola ligt op ongeveer 654 m boven zeeniveau.

## Plaatsen in de nabije omgeving
De onderstaande figuur toont nabijgelegen plaatsen in een straal van 36 km rond Texola.